# Королевская аудиенсия Гвадалахары
Королевская аудиенсия и канцелярия Новой Галисии (исп. Audiencia y Cancillería Real de Nueva Galicia) — суд апелляционной инстанции и административная структура в вице-королевстве Новая Испания.
В начале испанского завоевания Мексики для управления новыми территориями испанской короны была учреждена Королевская аудиенсия Мехико. Однако территория и население быстро росли, и королевским указом от 13 февраля 1548 года была создана ещё одна королевская аудиенсия. Изначально она находилась в Компостеле, но с 1560 года окончательно разместилась в Гвадалахаре. В соответствии с королевским указом, под её юрисдикцию попадали северные и западные территории Новой Испании (в том числе ещё не освоенные), а председатель Аудиенсии Гвадалахары одновременно являлся губернатором этих земель. В административном плане Аудиенсия Гвадалахары занимала подчинённое положение по отношению к Аудиенсии Мексики.